# R1 trolibusz (Szeged)
A SZIA - Szeged International Airshow trolibusz Tarján, Víztorony tér és Repülőtér között közlekedik a repülősnapok idején szeptemberben. Az útvonala részben a 19-es trolibuszával halad, egészen a Mars térig, majd onnan a 7, 7A (2022. Június 16-tól 9-es trolibusz) a Mars tér Attila utca  - Mura utcáig, aztán onnan a Vásárhelyi Pál utcáig egy nagyon pici részben a 90-es autóbusz útvonalán halad, majd a Kálvária sugárút irányába a 36-os buszjárat útvonalával halad párhuzamosan, majd a végállomása a Szegedi repülősnapok bejáratáig tart. (Visszafelé is ugyanezen az útvonalon közlekedik, ott persze picit más megállóval kiegészítve)
A BOR-TÉR rendezvénye alatt közlekedett R2-es járat is, ami az Aradi vértanúk terétől közlekedett a Reptérre és vissza.

## Története
2016. szeptember 16-án indult el az első Szegedi Repülőnapok rendezvénysorozata a 100+1 éves szegedi repülőtéren. Aztóta minden évben (2020-ban a koronavírus járvány miatt elmaradt) a repülősnapok alkalmával az SZKT ingyenes buszjáratot biztosít azon utasoknak, akik szeretnének eljutni a reptérre megnézni a rendezvényt.
Általában ezek a járatok a műsorrendhez igazodva indulnak és a műsorzárásig közlekednek.
2024-ben kicsit megváltozik a végállomásuk a járatoknak, a Bajai úti 4-es km/kó közelében lesz majd a végállomásuk (azaz a Repülőtér végállomás) az R1-es járatoknak, így akik nem szeretnének az önjáró trolibusszal utazni, lehetőség lesz a helyközi buszjáratokkal is lejönni (persze akkor ott nem ingyen, hanem a volánbusznak megfelelő díjakkal, vagy bérletekkel, illetve akik az 55-ös út nyugati részéről jönnek, nekik sem kell a belvárosig menni, hanem az említett buszmegállónál le meg fel tudnak szállni).

## Útvonala
| Repülőtér felé | Tarján víztorony tér felé |
| --- | --- |
| Tarján, Víztorony tér – Budapesti körút – Csillag tér – Kereszttöltés utca – Etelka sor – Felső Tisza-part – Dózsa utca – Stefánia – Vár utca – Deák Ferenc utca – Híd utca – Széchenyi tér – Kelemen utca – Mikszáth Kálmán utca – Londoni körút – Bakay Nándor utca – Vásárhelyi Pál utca – Kálvária sugárút – Bajai út – Repülőtér | Repülőtér – Bajai út – Kálvária sugárút – Vásárhelyi Pál utca – Bakay Nándor utca – Londoni körút – Attila utca – Nagy Jenő utca – Széchenyi tér – Híd utca – Roosevelt tér – Stefánia – Dózsa utca – Felső Tisza-part – Etelka sor – Kereszttöltés utca – Csillag tér – Budapesti körút – Tarján, víztorony tér |

## Megállóhelyei
| 0  | Tarján, Víztorony tér végállomás                              | 27 | 10, 19 77, 77A, 84, 90, 90F, 90H                                                               |
| 1  | Csillag tér (Budapesti körút)                                 | 26 | 9, 10, 19 20, 21, 24, 77, 77A, 84, 90, 90F, 90H                                                |
| 2  | Csaba utca                                                    | 25 | 9, 19 90F                                                                                      |
| 3  | Erdő utca                                                     | 24 | 9, 19 90F                                                                                      |
| 4  | Etelka sor                                                    | 23 | 9, 19 73, 73Y, 74, 74Y, 90F                                                                    |
| 5  | Tabán utca (Felső Tisza-part)                                 | 22 | 9, 19 73, 73Y, 74, 74Y                                                                         |
| 6  | Háló utca                                                     | 21 | 9, 19                                                                                          |
| 7  | Glattfelder Gyula tér                                         | 20 | 3, 3F, 4 9, 19 20, 24                                                                          |
| 8  | Dózsa utca                                                    | 19 | 9, 19                                                                                          |
| 9  | Múzeum                                                        | 18 | 9, 19                                                                                          |
| 10 | Széchenyi tér                                                 | 16 | 1, 2 5, 6, 19 32, 60, 60Y, 67, 67Y, 70, 71, 71A, 72, 72A                                       |
| 11 | Mikszáth Kálmán utca                                          | ∫  | 3, 3F, 4 5, 6, 8, 10, 19 20, 24, 60, 60Y, 67, 67Y, 70, 71, 71A, 72, 72A, 74, 74A, 74Y, 76, 76Y |
| ∫  | Bartók tér                                                    | 14 | 5, 6, 19 60, 60Y, 67, 67Y, 70, 71, 71A, 72, 72A, 74, 74A, 74Y, 76, 76Y                         |
| 12 | Attila utca (Mars tér) (↓) Mars tér (Attila utca) (↑)         | 13 | 5, 6, 9, 19                                                                                    |
| 13 | Londoni körút (Bakay Nándor utca)                             | 12 | 9                                                                                              |
| 15 | Huszár utca                                                   | 11 | 9                                                                                              |
| 16 | Mura utca                                                     | 10 | 9                                                                                              |
| ∫  | Vásárhelyi Pál utca (Bakay Nándor utca)                       | 9  | 9                                                                                              |
| 18 | Volánbusz Zrt.                                                | 8  | 90F                                                                                            |
| 19 | Kálvária sugárút (Vásárhelyi Pál utca) (↓) Kenyérgyári út (↑) | 7  | 90F                                                                                            |
| 21 | Vadaspark                                                     | 5  | 36 3, 3F                                                                                       |
| 23 | Bajai út                                                      | 3  | 36                                                                                             |
| 25 | Repülőtér végállomás                                          | 1  |                                                                                                |

## Érdekességek
- Általában többségében az SZKT önjáró trolijaival biztosítja a járatait, de előfordulnak azon buszok is amik általában pótlás alkalmával közlekednek Szegeden.[forrás?]
- Az önjáró trolibusz Tarján, víztorony tértől a Mura utcáig rendes troliként közlekedik, majd onnantól lehúzott áramszedőkkel, buszként folytatja az utat a reptérig. Visszafelé a Mura utcáig lehúzott áramszedőkkel buszként közlekednek.[forrás?]
- 2019-ig lehetőség volt retró járatokkal is utazni a Szegedi reptérre. Ez általában Ikarus 55-ös faros buszával, illetve egy MALÉV névvel ellátott 280-as Ikarussal lehetett utazni. 2020-ban ez a lehetőség elmaradt, de egy napra lehetett egy Kabriós Ikarussal elmenni délelőtt a reptérre, illetve délután egy kis városnézésre is fel lehetett pattani vele. 2021-ben a két retró busz nem tudott résztvenni a repülős napokon.[forrás?]
- 2024-ben a végállomásuk a Bajai úti 4-es km/kő közelében kerül kialakításra, mert ugyanis a 2024-es repülősnapot a reptér másik felébe viszik a hőlégballonosok vb-je miatt, meg persze ne nappal szembe, meg az esti naplemente miatt akik videózzák/fotózzák azoknak jó lehessen a felvétel készítése, illetve persze az élmény is jó lehessen a nézőknek.